# 盖甲板护卫舰

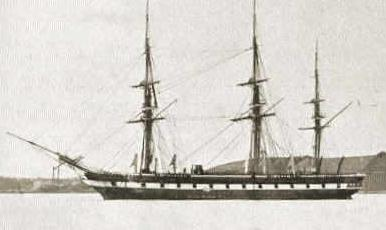
阿科纳号盖甲板护卫舰

盖甲板护卫舰（德語：Gedeckte Korvette）是从1858年至1884年在普鲁士海军暨德意志帝国海军中正式使用的一种军舰类别，定位介乎于较小的平甲板护卫舰和较大的铁甲护卫舰之间。盖甲板护卫舰是全帆装、无装甲和由螺杆传动的蒸汽船，因此也被称为螺杆传动护卫舰。其帆索使它能够在全球范围内航行而不必依赖蒸汽推进。后者通常很少使用，例如仅用于港口系泊、无风环境或战斗之中。

## 分类
在19世纪早期的术语中，护卫舰与巡防舰的区别在于，护卫舰仅设一层炮甲板，而巡防舰则有两层。然而对帆装蒸汽船而言，这一类别特征变得模糊。在普鲁士海军海军，“巡防舰”称谓仅用于没有蒸汽推进的木质帆船。然而，自1855年引进蒸汽推进系统以来，这些帆船被认为不再适合作战用途，因此在新式蒸汽船的分类中不再发挥作用。
更现代的无装甲蒸汽动力舰型被指定为“盖甲板”或“平甲板护卫舰”。盖甲板护卫舰与平甲板护卫舰的区别在于，前者的炮甲板被一层上甲板所完全覆盖，从而受到保护；而平甲板护卫舰的大炮则是敞开式置于上甲板中。除了炮甲板，盖甲板护卫舰还配备可旋转安装在舰艏和舰艉上甲板中的猎炮。就尺寸和武器装备而言，它们与当时仍然可用的风帆护卫舰几乎没有不同。相较于（同样以蒸汽推进的）铁甲舰，盖甲板护卫舰更小巧、更轻便，因为它们只有炮甲板而不具备装甲。
1884年，盖甲板护卫舰被重新分类为“巡洋巡防舰”，这意味着“巡防舰”的类别又再次获得采纳；而用于替代平甲板护卫舰的相应类别则是“巡洋护卫舰”。

## 历史

### 发展
在19世纪，造船业的各个方面都发生了革命性变化。就动力而言，风帆逐渐被蒸汽推进所取代；在船体结构方面，原本的木质结构先是被复合结构（铁加木材）所取代，后来又由铸铁和钢材取代。这一发展始于民用领域。直到后来，军方才采用新的推进类型和船体设计。于是在19世纪下半叶的造船业过渡时期，盖甲板护卫舰应运而生。
1840年，第一艘螺杆传动军舰在美国问世。法国自1842年开始建造螺杆军舰，英国则从1843年开始试验螺杆军舰的原型。德国的第一艘螺杆军舰是由石勒苏益格-荷尔斯泰因海军订购、于1849入役的炮舰冯·德·坦恩号，它被用于石勒苏益格-荷尔斯泰因为争取从丹麦独立的战争中。
在普鲁士于1853年制定的舰队规划中，设想建造三艘配备40门炮的螺杆巡防舰和六艘配备24门炮的螺杆护卫舰。1855年普鲁士海军向英国购买了风帆巡防舰忒提斯号，该舰建于1844年至1846年，被视为出色的帆船。它被用作建造普鲁士首个盖甲板护卫舰船级——阿科纳级的模板。这些舰只仍然完全由木材建造，但其后所有的同类舰只都采用轧铁板铆接及铁质舱壁的构造。铁船体从龙骨至水线上方还铺有木质壳板，它们均以铜板或芒茨合金板覆裹。
普鲁士海军的盖甲板护卫舰各有一副螺旋桨。为了在风帆航行时不因静置螺旋桨的流体阻力而降低速度，有些舰只在航行过程中会将螺旋桨轴解开，并将桨井从水中吊起。
这些舰只通常设一座烟囱。在它们役期内的现代化改造过程中，往往会减少索具的安装并增强蒸汽机功率；在个别情况下，则有必要安装第二座烟囱。

### 用途
盖甲板护卫舰是专为海外派遣而设计。它们用于在国际上维护并贯彻普鲁士、北德联邦和后来的德意志国的经济、外交及殖民利益。除了一些常被称为“炮舰外交”的小型军事行动外，还有若干任务需要通过环球航行开展，为此，新的盖甲板护卫舰是理想的选择。这当中还包括科学考察，例如1874年，瞪羚号便在舰长、海军上校格奥尔格·冯·施莱尼茨的指挥下，在行经凯尔盖朗群岛时观测了金星凌日现象。
由于木制军舰在克里米亚战争之后便迅速丧失了军事价值，因此，木制的盖甲板护卫舰后来主要用作风帆训练船或使团用途，例如在1869年苏伊士运河通航时，普鲁士派出了三艘盖甲板护卫舰为代表出席庆典。

## 船级
普鲁士、北德联邦和后来的德意志帝国共计有三个船级的盖甲板护卫舰投入使用：
- 阿科纳级（1858－1869年）：阿科纳号、瞪羚号、菲内塔号、赫塔号、伊丽莎白号（普鲁士、北德联邦、德意志国）
- 莱比锡级（1875年）：莱比锡号、阿达尔贝特亲王号（德意志国）
- 俾斯麦级（1877年）：俾斯麦号、布吕歇尔号、格奈森瑙号、毛奇号、施泰因号、施托施号（德意志国）

## 独级舰
帝国海军还将另外一艘盖甲板护卫舰暨巡洋巡防舰作为独级舰投入使用：
- 夏洛特号护卫舰